# Sándor Steidl
Sándor Steidl (* 15. September 1959 in Vác) ist ein ehemaliger ungarischer Fußballspieler.

## Karriere
Steidl verbrachte den Großteil seiner Karriere beim ungarischen Traditionsverein Újpest Budapest, mit dem er unter anderem dreimal den ungarischen Pokal gewinnen konnte. In der Saison 1983/84 erreichte er mit Újpest durch ein 5:5 nach Hin- und Rückspiel gegen den 1. FC Köln durch die Auswärtstorregel das Viertelfinale im Europapokal der Pokalsieger, wo man jedoch gegen den Titelverteidiger FC Aberdeen ausschied. Steidl stand dabei in fünf der sechs Spiele seines Vereins im Wettbewerb in der Startformation.
In der Saison 1989/90 wechselte Steidl zum deutschen Zweitligisten Eintracht Braunschweig, für den er insgesamt 14 Spiele bestritt (13 Liga/1 DFB-Pokal), kehrte jedoch nach nur einer Spielzeit im Ausland in seine Heimat zurück.
Aktuell (Stand: Saison 2012/13) spielt Steidl für die Alte Herren-Mannschaft von Újpest.

## Erfolge
- Ungarischer Vizemeister: 1987
- Ungarischer Pokalsieger: 1982, 1983, 1987